# Phanerotomella bouceki
Phanerotomella bouceki är en stekelart som beskrevs av Herbert Zettel 1989. Phanerotomella bouceki ingår i släktet Phanerotomella och familjen bracksteklar. Inga underarter finns listade i Catalogue of Life.